# 蒼天の彼方
『蒼天の彼方』（そうてんのかなた）は、澪より2009年7月24日に発売されたゲームソフト。

## 概要
このゲームは、ゲームの進行を図にしてあらわした"チャートマップ画面"と、"会話画面"を行き来しながら進めていく。

## あらすじ
戦乱の世が続く「昊」（こう）という国に暮らす少女・愛麗は、両親の死後天涯孤独になっていた。
ある日彼女は国を救う瑞獣とされている羽兎（うと）と出会う。
羽兎は愛麗が国を救うことができる者と言い、彼女の中へと姿を消した。
かくして、愛麗の運命は大きく変化した。

## 登場人物
愛麗（アイレイ）※名前変更可能
主人公である17歳の少女。機織りの名手とされるが、高い材料費故裕福な暮らしができずにいる。
呂雄（リョユウ）
声 - 細谷佳正
愛麗の幼馴染である第八級武官。大家族の長男で、実の妹のように愛麗を可愛がっている。
慧（ケイ）
声 - 箭内仁
経歴が謎に満ちている青年。
劉瑯（リュウロウ）
声 - 千葉進歩
第二級武官の青年で、貴族の出である。笑顔を絶やさない物静かな人物だが、腹黒い一面もある。
朱偉（シュイ）
声 - 水島大宙
武官を目指して昊の都「晏都」（あんと）で見習いとして修業に励む少年。
太星（タイシン）
声 - 川田紳司
異民族との混血で、異国からの品々を扱う商人。商売柄のほかにも目立ちたがり屋という性格から、派手な格好をしている。
泰斗（タイト）
声 - 前野智昭
愛麗に求愛を続ける、謎の少年。
啓明（ケイメイ）
声 - 小幡記子
愛麗が羽兎と出会ってからたびたび出くわす双子の兄弟のうちの兄の方。
黎明（レイメイ）
声 - 下田レイ
愛麗が羽兎と出会ってからたびたび出くわす双子の兄弟のうちの弟の方。無口な性格である。
樂芳（ガクホウ）
声 - 大原崇
愛麗らの幼馴染。おとなしい性格で、文官を目指しては落第し続けることが悩みである。対照的な性格の呂雄にあこがれている。
燕尭（エンギョウ）
声 - 樋口智透
宮廷の警護を務める武官で、左目に眼帯をしている。
美蘭（メイラン）
声 - 杉浦奈保子
織物の買取を行う宮廷女官で、仕事が縁で愛麗と仲良くなった。
白 天巽（ハク テンソン）
声 - 西墻由香
病に伏す皇帝の代わりに摂政を務める昊の第一太子。
洪惇（コウジュン）
声 - 高橋研二
天巽の護衛で、羽兎を追いかけている。
洪謙（コウケン）
声 - 尾形雅宏
天巽の教育係から補佐役まで勤めている第一級文官。天巽を行為につかせるべくあらゆる策略を繰り広げる。
羽兎
　昊の瑞獣で皇帝の素質を見極める存在とされてきており、これまで4人の皇帝を選んできた。